# ROC Nova College Schaaktoernooi
Het ROC Nova College Schaaktoernooi was een weekendschaaktoernooi dat van 1992 tot en met 2019 bijna ieder jaar werd georganiseerd in Haarlem. De organisatie lag in handen van Het Witte Paard Haarlem.
Van 1992 tot en met 2001 heette het toernooi het AKN Weekendtoernooi, naar de toenmalige hoofdsponsor. Sinds 2002 was het ROC Nova College de hoofdsponsor en naamgever van het toernooi.
Na de editie van 2019 verdween het toernooi.

## Lijst van winnaars[1]

### Meervoudige winnaars
| Overwinningen | Schaker           | Land               | Jaren                                          |
| ------------- | ----------------- | ------------------ | ---------------------------------------------- |
| 8             | Erik van den Doel | Vlag van Nederland | 1994, 1998, 2001, 2008, 2009, 2011, 2013, 2015 |
| 6             | Matthew Sadler    | Vlag van Engeland  | 2010, 2011, 2013, 2016, 2017 en 2019.          |
| 3             | Erwin l'Ami       | Vlag van Nederland | 2005 + 2006 + 2012                             |
| 2             | Mikhail Gurevich  | Vlag van België    | 1997 + 1999                                    |
| 2             | Igor Khenkin      | Vlag van Duitsland | 2000 + 2009                                    |
| 2             | Stewart Haslinger | Vlag van Engeland  | 2012 + 2013                                    |

### Overwinningen per land
| Overwinningen | Land                                             |
| ------------- | ------------------------------------------------ |
| 18            | Nederland                                        |
| 8             | Engeland                                         |
| 4             | Duitsland                                        |
| 3             | Oekraïne                                         |
| 2             | Hongarije, Armenië, België                       |
| 1             | Estland, Rusland, Georgië, Griekenland, Roemenië |